# US Open 2021 - Quad doppio
Sam Schröder e Niels Vink hanno sconfitto il due volte campione in carica Dylan Alcott e il suo compagno Heath Davidson in finale con il punteggio di 6–3, 6–2.
Alcott e Andy Lapthorne, campioni in carica per due edizioni consecutive, non hanno partecipato insieme nell'edizione corrente. Lapthorne ha fatto coppia con David Wagner ma sono stati sconfitti in semifinale da Schröder e Vink.

## Teste di serie
1. Dylan Alcott /  Heath Davidson (finale)

1. Andy Lapthorne /  David Wagner (semifinale)

## Tabellone

### Legenda
| - Q = Qualificato - WC = Wild card - LL = Lucky loser | - ALT = Alternate - SE = Special Exempt - PR = Protected Ranking | - w/o = Walkover - r = Ritirato - d = Squalificato |

|  | Semifinali | Semifinali                  | Semifinali                  | Semifinali | Semifinali |  |  | Finale | Finale                      | Finale                      | Finale | Finale |  |
|  |            |                             |                             |            |            |  |  |        |                             |                             |        |        |  |
|  | 1          | Dylan Alcott Heath Davidson | Dylan Alcott Heath Davidson | 6          | 6          |  |  |        |                             |                             |        |        |  |
|  |            | Bryan Barten Koji Sugeno    | Bryan Barten Koji Sugeno    | 0          | 4          |  |  | 1      | Dylan Alcott Heath Davidson | Dylan Alcott Heath Davidson | 3      | 2      |  |
|  |            | Sam Schröder Niels Vink     | Sam Schröder Niels Vink     | 7          | 6          |  |  |        | Sam Schröder Niels Vink     | Sam Schröder Niels Vink     | 6      | 6      |  |
|  | 2          | Andy Lapthorne David Wagner | Andy Lapthorne David Wagner | 5          | 0          |  |  |        |                             |                             |        |        |  |